# لیندا کلسی
لیندا کلسی (به انگلیسی: Linda Kelsey) (زاده ۲۸ ژوئیهٔ ۱۹۴۶) بازیگر آمریکایی است.
از فیلم‌های معروف او می‌توان به بازی در مجموعه لو گرانت اشاره کرد.